# LICKS&ROCKS
LICKS&ROCKS （リックス・アンド・ロックス）は、日本のロックバンド、TRICERATOPSの6thアルバム。2004年2月18日、 ビクターエンタテインメントよりリリース。 

## 内容
- 前作より1年4ヶ月ぶりのリリースとなった。

## 収録曲
| 全作詞・作曲: 和田唱、全編曲: TRICERATOPS。 |                       |        |            |      |
| #                                           | タイトル              | 作詞   | 作曲・編曲 | 時間 |
| 1.                                          | 「MECHANICAL FRIEND」 | 和田唱 | 和田唱     | 2:30 |
| 2.                                          | 「1000 LOVE」         | 和田唱 | 和田唱     | 3:31 |
| 3.                                          | 「TATTOO」            | 和田唱 | 和田唱     | 4:38 |
| 4.                                          | 「世界は燃えている」  | 和田唱 | 和田唱     | 3:23 |
| 5.                                          | 「何気ないSUNDAY」    | 和田唱 | 和田唱     | 4:35 |
| 6.                                          | 「ROCK MUSIC」        | 和田唱 | 和田唱     | 5:05 |
| 7.                                          | 「赤いゴーカート」    | 和田唱 | 和田唱     | 3:35 |
| 8.                                          | 「JOHNNY DEPP」       | 和田唱 | 和田唱     | 4:32 |
| 9.                                          | 「CAROUSEL」          | 和田唱 | 和田唱     | 4:25 |
| 10.                                         | 「夜のSTRANGER」      | 和田唱 | 和田唱     | 4:43 |
| 合計時間:                                   | 合計時間:             | 40:57  |            |      |

### 楽曲解説
1. MECHANICAL FRIEND
2. 1000 LOVE
3. TATTOO
17thシングル曲。
4. 世界は燃えている
5. 何気ないSUNDAY
6. ROCK MUSIC
18thシングル「ROCK MUSIC/赤いゴーカート」1曲目。
7. 赤いゴーカート
18thシングル「ROCK MUSIC/赤いゴーカート」2曲目。
8. JOHNNY DEPP
9. CAROUSEL
10. 夜のSTRANGER